# Pauluskapelle (Damaskus)

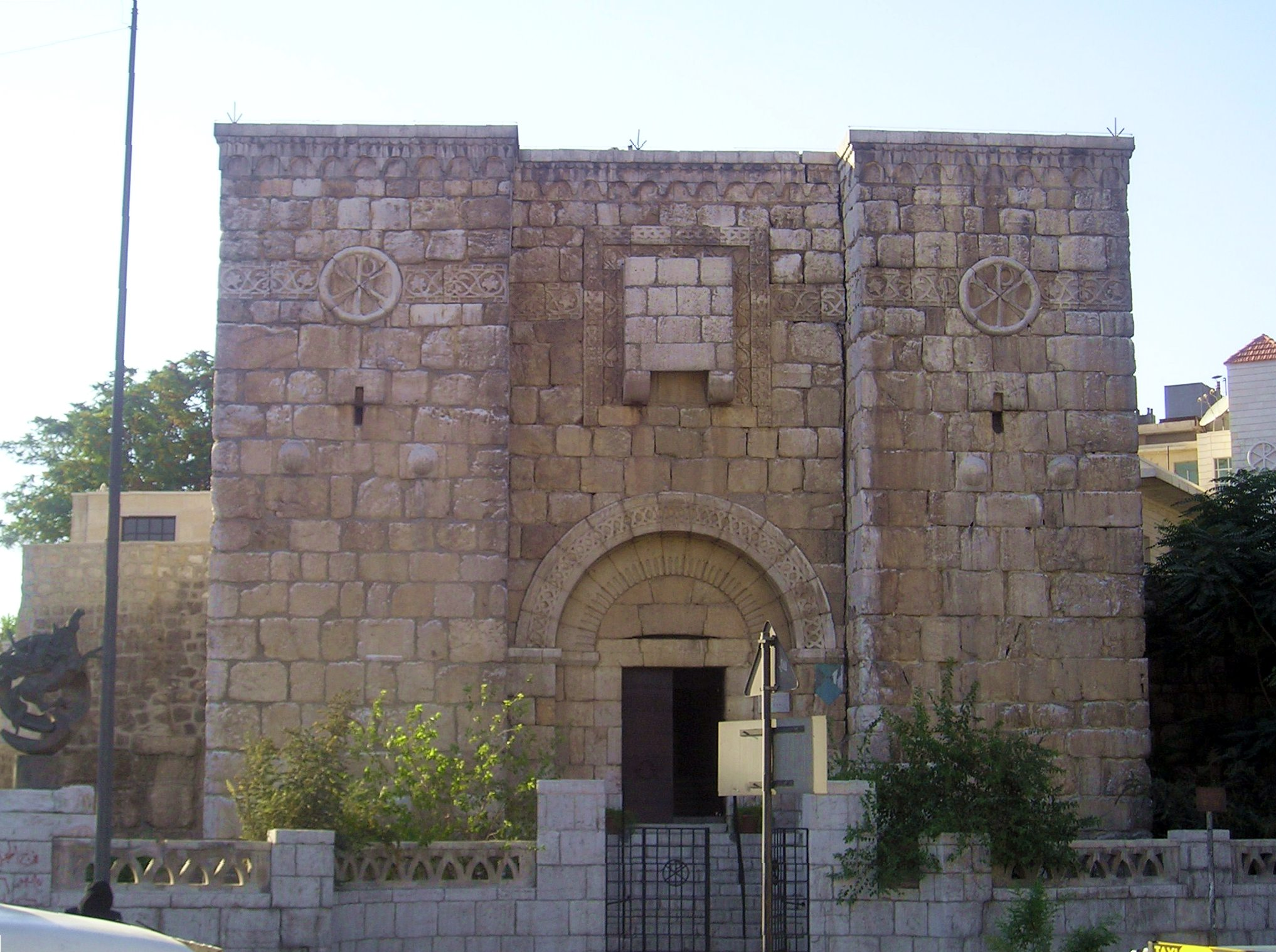
Pauluskapelle im Stadttor Bab Kisan, von Ibn-Assaker-Straße aus

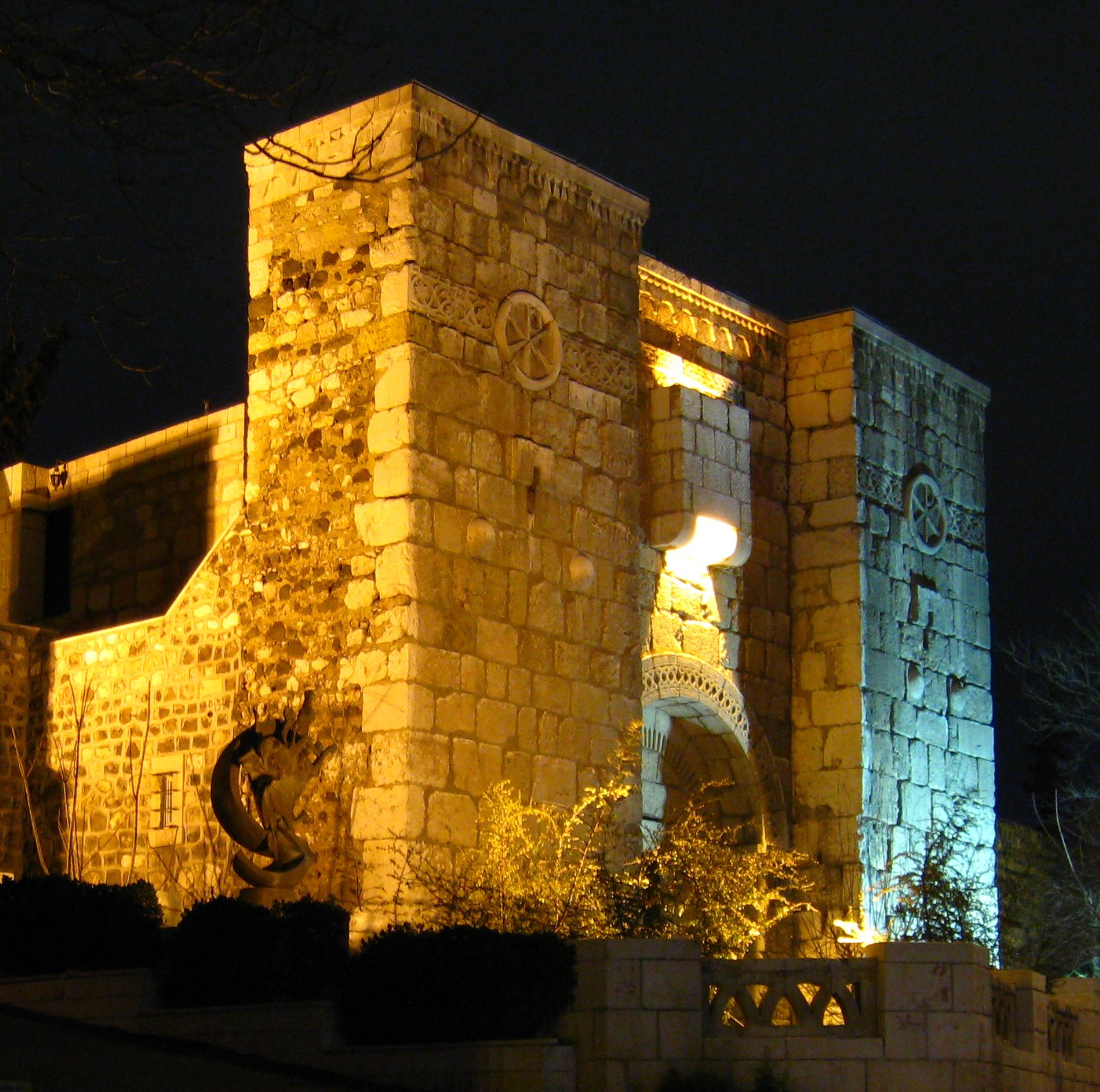
Ansicht von der Seite, nachts

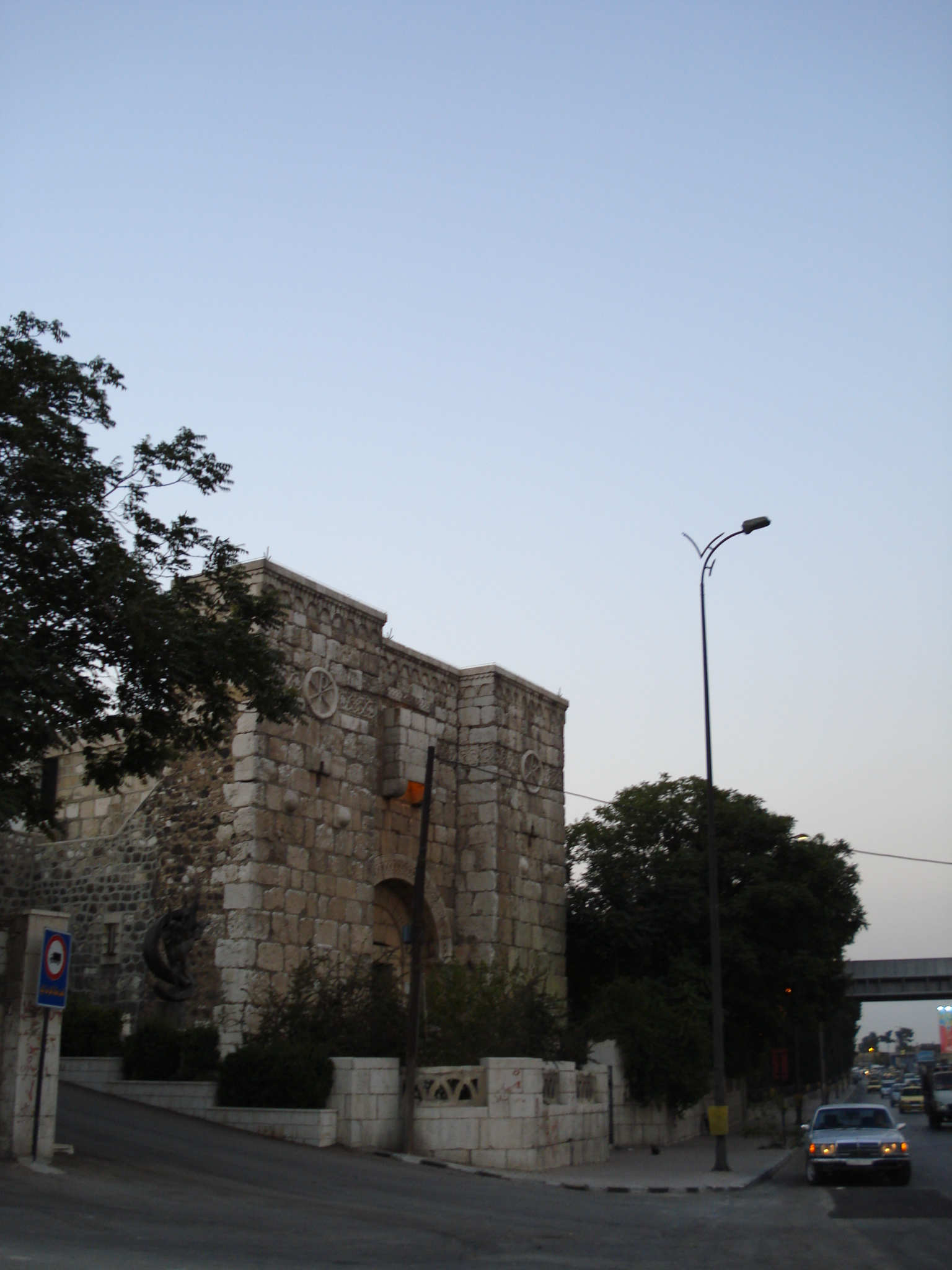
Bab Kisan mit Ibn-Assaker-Straße

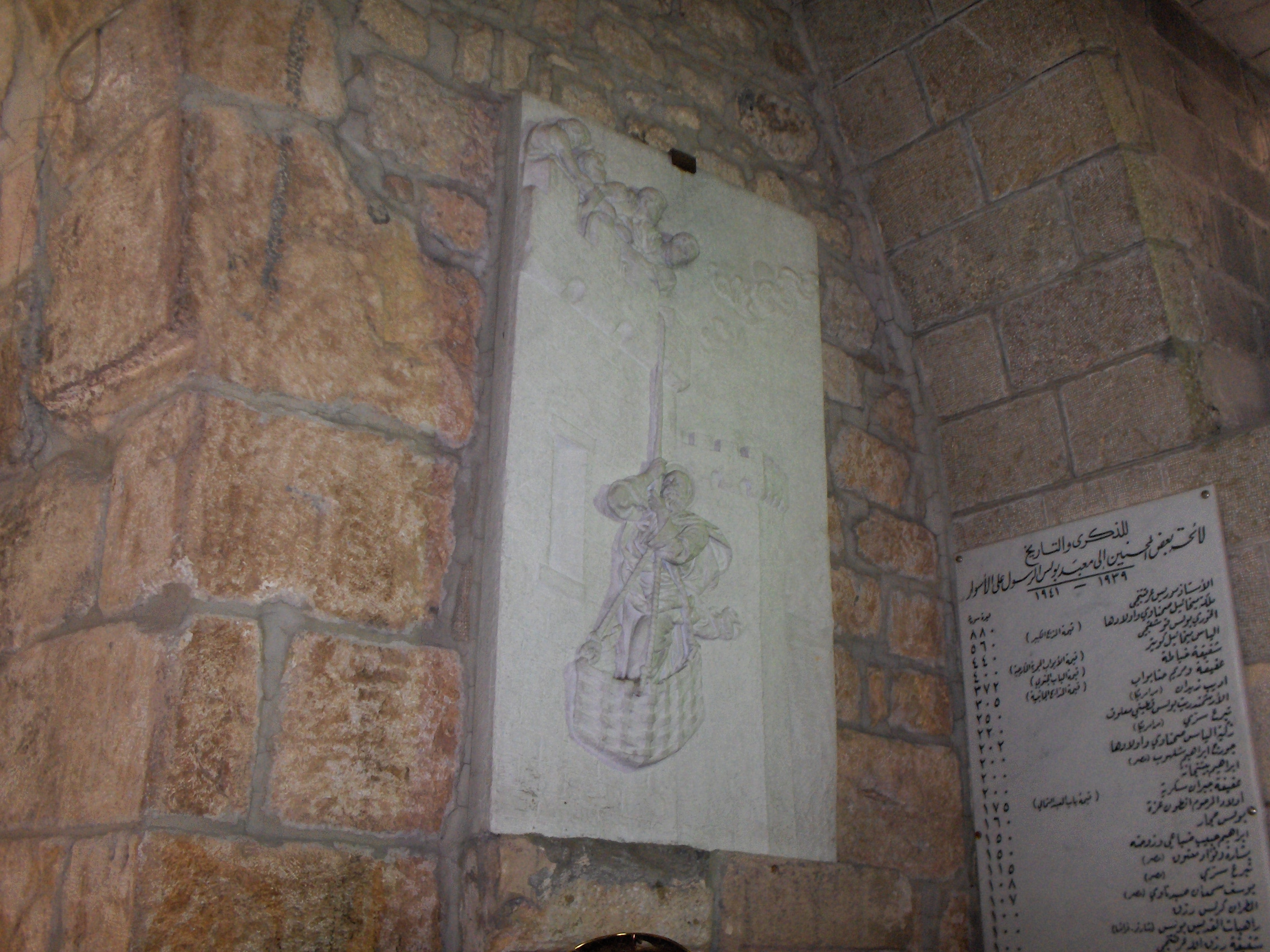
Mit brüderlicher Hilfe entkommt Paulus im Korb seinen Häschern

Die Pauluskapelle (arabisch كنيسة القديس بولس, DMG Kanīsat al-Qiddīs Baulus), nach der arabischen Namensform auch Buloskapelle genannt, ist eine dem Paulus von Tarsus gewidmete Kapelle der melkitischen griechisch-katholischen Kirche, die in den 1930er Jahren auf den Grundmauern des verfallenen Stadttors Bab Kisan (arabisch باب كيسان, DMG Bāb Kīsān, Tor des Kisan) errichtet wurde. Sie steht im Südosten der Altstadt der syrischen Hauptstadt Damaskus.

## Heutige Lage
Die Pauluskapelle im Stadttor Bab Kisan befindet sich am südwestlichen Ende eines intakten Stücks der Stadtmauer im Südosten der Altstadt, wo an einem großen Überwerfungsbauwerk an der um diese herum verlaufenden, als Hauptverkehrsstraße ausgebauten Ibn-Assaker-Straße die Autobahn zum Flughafen Damaskus beginnt. Der Eingang der Kapelle befindet sich bezogen zur Altstadt an der Außenseite; man betritt die Kapelle also von Südosten, von der Ibn-Assaker-Straße aus. Südöstlich von der Pauluskapelle hinter der Ibn-Assaker-Straße ist ein christlicher Friedhof.

## Legendärer Ort der Flucht des Paulus aus Damaskus
In der Apostelgeschichte des Lukas wird im 9. Kapitel die Flucht des kurz zuvor zum Anhänger der Jesusbewegung gewordenen Paulus von Tarsus (hier unter seinem Namen Saulus genannt – der Name Paulus wird erst im 13. Kapitel zusätzlich erwähnt) aus der Stadt Damaskus beschrieben: Seine Anhänger lassen ihn bei Nacht in einem Korb von der Stadtmauer herab (Apg 9,25 ). In seinem zweiten Brief an die Korinther nimmt Paulus im 11. Kapitel noch einmal Bezug auf diese Flucht mit dem Korb, wobei er ein Fenster in der Stadtmauer erwähnt (2 Kor 11,33 ). Die Überlieferung besagt, dass Paulus, arabisch Bulos (بولس) genannt, am Bab Kisan beziehungsweise durch ein Fenster in der Mauer daneben im Korb hinuntergelassen wurde.
Laut Ibn ʿAsākir (Ibn Assaker) war das Tor eine Zeit lang eine Synagoge, während es nach Ibn Kathīr eine Kirche war, die 1122 in eine Moschee umgewandelt wurde. 1244 wurde es von einem englischen Pilger als Porta Sancti Pauli bezeichnet, und weitere christliche Berichte erwähnen ein Fenster neben dem Tor, durch das Paulus geflohen sein soll. In diesen Berichten wird jedoch die Nutzung als Moschee nicht erwähnt. Nur einmal noch wird diese Moschee im Zusammenhang mit einer Erneuerung 1387 erwähnt und dann nicht mehr.

## Geschichte
In Zeiten des Römischen Reiches stand an der Stelle des Bab Kisan bereits das Südosttor der Stadt, das Saturntor, das über einen Cardo (Nord-Süd-Straße) mit dem im Nordosten liegenden Venustor, dem heutigen Thomastor (Bāb Tūmā), verbunden war. Der Name des Stadttors Bab Kisan geht auf den Namen eines Sklaven der Zeit der islamischen Eroberung von Damaskus 636 zurück, dem vom Kalifen Muʿāwiya I. die Freiheit geschenkt wurde.
Im Jahre 1154 ließ Nur ad-Din das Südosttor verschließen, um Damaskus besser vor den Angriffen der Kreuzritter schützen zu können. Unter den Mamluken wurde das Tor 1364 neu aufgebaut. Die bis heute erhaltenen Bögen des Stadttors stammen aus dieser Zeit, während die Steinblöcke der Fundamente aus der Römerzeit stammen. Das Tor soll mehrmals zugemauert und wieder eröffnet worden sein, bis es 1387 ein letztes Mal erwähnt wurde.
1885 war das alte Tor verfallen, als es der melkitische Patriarch Gregor Josef für die Melkitische Griechisch-katholische Kirche erwarb. Unter Nutzung der noch vorhandenen Mauern und Gewölbebögen wurde hier eine Kapelle errichtet, doch dauerte es bis 1939, dass sie eingeweiht werden konnte. Seitdem wird auf die Tradition des Ortes als Fluchtort des Paulus zurückgegriffen. An der Kapelle ist an einem Seil ein Korb angebracht, der die Szene der Flucht des Paulus über die Stadtmauer von Damaskus nachstellen soll.